# Colledara
Colledara é uma comuna italiana da região dos Abruzos, província de Teramo, com cerca de 2.197 habitantes. Estende-se por uma área de 19 km², tendo uma densidade populacional de 116 hab/km². Faz fronteira com Basciano, Castel Castagna, Isola del Gran Sasso d'Italia, Montorio al Vomano, Tossicia.

## Demografia
| Variação demográfica do município entre 1861 e 2011                               |
|                                                                                   |
| Fonte: Istituto Nazionale di Statistica (ISTAT) - Elaboração gráfica da Wikipedia |